# Zoe Ann Olsen
Zoe Ann Olsen (Council Bluffs, 11 februari 1931 – 23 september 2017) was een Amerikaans schoonspringster. Ze nam deel aan twee edities van de Olympische Zomerspelen, Londen 1948 en Helsinki 1952, en won er respectievelijk zilver en brons op de 3 meter plank.

## Biografie

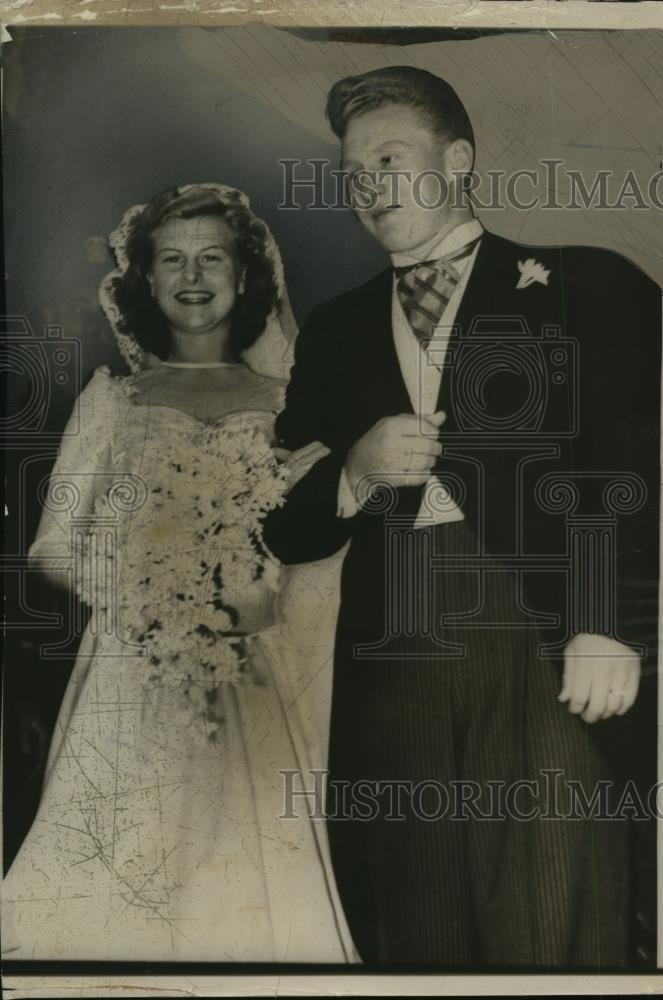
Olsen tijdens haar huwelijk met Jackie Jensen op 16 oktober 1949

Zoe Ann Olsen was tot haar twaalfde woonachtig in Iowa en daarna in Californië. Haar moeder gaf zwemles en werd omschreven als een 'pionier op het gebied van synchroonzwemmen'; haar vader was in zijn jonge jaren zeer sportief en werd later schoolhoofd en zwemcoach. Hij ging naderhand ook zijn dochter coachen. Olsen leerde zwemmen toen ze tweeënhalf jaar oud was en begon op haar zesde met schoonspringen. Op haar negende won ze al een schoonspringwedstrijd terwijl haar zestien tegenstandsters allen ouder waren dan zij. Ze zegevierde op haar elfde als enige op twee onderdelen, het schoonspringen en de 40 yards vrije slag voor junioren, bij een wedstrijd van de Amateur Athletic Union (AAU) in Iowa. Het jaar erop werd ze derde op de 3 meter plank bij het NK voor junioren van de AAU.
Op haar elfde had ze alle staatskampioenschappen voor de vrouwen gewonnen. Eenmaal in Californië zette ze haar succesreeks voort. Ze bemachtigde in 1945 op veertienjarige leeftijd de eerste van haar dertien AAU-schoonspringtitels. Haar knapste overwinning was wellicht die op het NK van 1947, waar ze met haar hand in een gipsverband nipt haar titel op de 3 meter plank verdedigde. De prestatie hielp haar de titel Atleet van het Jaar over 1947 in Noord-Californië te winnen. Olsen nam in 1948 deel aan de Olympische Zomerspelen in Londen en won er de zilveren medaille. Intussen had de blondine, die destijds nog op een high school zat, honkballer Jackie Jensen leren kennen. Het paar huwde, na een romance van een jaar, op 16 oktober 1949. Olsen beviel in september 1950 van een dochter.
Hoewel haar vader haar weinig kans gaf, besloot ze in 1952 - na jaren van stilte - haar trainingen een week voor de olympische try-outs te hervatten. Het ging goed en ze kwalificeerde zich voor de Olympische Zomerspelen in Helsinki. Nadat haar sprongen liefst twee keer werden gediskwalificeerd, werd haar derde sprong op de Spelen wel goedgekeurd: ze won er brons mee. Hierna stopte ze met schoonspringen en begon ze met waterskiën. Door een gebroken been moest ze ook hier mee stoppen. Ze kreeg met Jensen nog twee zonen. In 1963 scheidde ze een eerste keer van hem, hertrouwde veertien maanden later, om in 1970 definitief te scheiden. Olsen huwde in 1972 met Don Bramham. Ze werd in 1989 toegevoegd aan de International Swimming Hall of Fame.
Olsen overleed in september 2017 op 86-jarige leeftijd.

## Erelijst
- Olympische Zomerspelen: 1x , 1x